# In This Corner of the World
In This Corner of the World (jap. この世界の片隅に Kono sekai no katasumi ni) – japoński film animowany z 2016 roku, stworzony przez studio MAPPA i wyreżyserowany przez Sunao Katabuchiego. 16 maja 2025 film został udostępniony w serwisie Canal+ online w wersji z polskimi napisami.

## Nagrody i nominacje
| Nagroda                                             | Kategoria                                          | Wynik     | Źródło |
| --------------------------------------------------- | -------------------------------------------------- | --------- | ------ |
| Japońska Akademia Filmowa                           | Animacja Roku                                      | Wygrana   | [ 4 ]  |
| Tokyo Anime Award                                   | Film Animowany Roku                                | Wygrana   | [ 5 ]  |
| Japan Media Arts Festival                           | Animacja - Nagroda Główna                          | Wygrana   | [ 6 ]  |
| Japan Expo                                          | Animacja - Nagroda Główna                          | Wygrana   | [ 7 ]  |
| Kinema Junpo Best 10 Award                          | Japoński Film Roku                                 | Wygrana   | [ 8 ]  |
| Kinema Junpo Best 10 Award                          | Japoński Film Roku - Wybór Czytelników             | Wygrana   | [ 8 ]  |
| Międzynarodowy Festiwal Filmów Animowanych w Meknes | Film Pełnometrażowy - Nagroda Główna               | Wygrana   | [ 9 ]  |
| Crunchyroll Anime Awards                            | Film Roku                                          | Nominacja | [ 10 ] |
| Annie                                               | Najlepszy Niezależny Pełnometrażowy Film Animowany | Nominacja | [ 11 ] |
| Mainichi Film Awards                                | Najlepszy Film                                     | Nominacja | [ 12 ] |
| Mainichi Film Awards                                | Najlepszy Film Animowany                           | Nominacja | [ 12 ] |
| Międzynarodowy Festiwal Filmowy w Edynburgu         | Najlepszy Międzynarodowy Film Animowany            | Nominacja | [ 13 ] |